# Rędziny
Rędziny è un comune rurale polacco del distretto di Częstochowa, nel voivodato della Slesia.
Ricopre una superficie di 41,36 km² e nel 2004 contava 9 647 abitanti.